# Масонские уставы
Масонский устав является последовательной системой масонских ритуалов.
Появившись вместе со спекулятивными ложами, уставы были введены в практику для того, чтобы унифицировать и гармонизировать работу в масонской ложе. Они стали системами, определяющими обычаи и порядки, согласно которым должны происходить различные церемонии и собрания. Вдохновленные античными или оперативными традициями, а также Библией, уставы описывали действия масонов в ложе, а также определяли ритуальный язык, перемещения и расположение масонов во время ритуальных работ. Тем не менее, несмотря на общий идеал, масонская практика различных лож отличается друг от друга. Эти различия можно заметить уже начиная с первой половины XVIII века, особенно явно они видны в конфликте Древних и Современных, в английском масонстве. С тех пор, каждый век появляются различные уставы. Ложа или, как её ещё иногда называют, «мастерская», как правило, практикует один устав, в то время как масонское послушание может практиковать несколько уставов.
Уставы состоят из символов, слов, действий и знаков. Хоть и представляется невозможным перечислить все уставы, практикуемые на сегодняшний день, авторы и историки признают существование примерно пятидесяти уставов. Тем не менее, наиболее широко распространены всего шесть из них.

## Происхождение масонских уставов

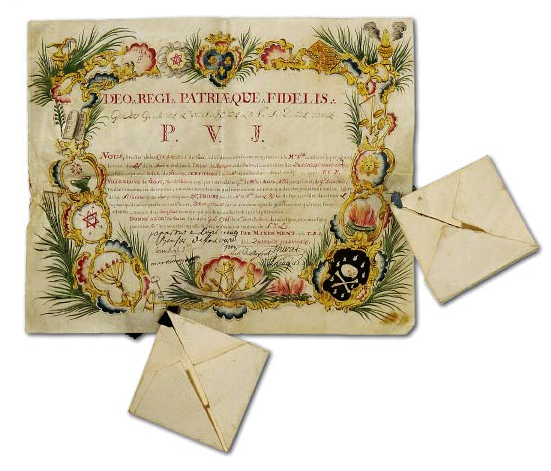
Диплом Устава королевской тайны

В семнадцатом веке масонские ритуалы были гораздо проще, чем в последующие столетия, они не были предназначены для записи и никогда не издавались. Они дошли до наших дней только благодаря очень небольшому количеству рукописных заметок, являвшихся нарушением правил того времени, и некоторым изданиям, так называемым масонским разоблачениям. Самые старые из известных на сегодняшний день масонских ритуалов, были записаны в последние годы XVII века и два первых десятилетия XVIII века, и имеют шотландское происхождение. Изучение этих документов показывает, что с течением времени ритуалы значительно развились. Церемонии были очень простыми и короткими.
В восемнадцатом веке, после реорганизации ритуальных практик, прошедшей после основания первой великой ложи, Древние и Современные вновь начали практиковать очень похожие ритуалы, которые отличались лишь небольшим количеством важных моментов, такими как роль определённых символических элементов, способ передачи проходных слов, а также большая или меньшая ориентированность на христианскую религию.
Однако, с 1740-х годов, появились новые различия. Кроме традиционных ритуалов первых трёх градусов, появляется большое количество дополнительных степеней, многие из которых были только вариациями друг друга, или остались в стадии проекта, или никогда не практиковались. Это умножение масонских ритуалов привело к различным инициативам по стандартизации практик и их упорядочиванию в логичные и уравновешенные системы.

## Список масонских уставов
Наиболее распространёнными на сегодняшний день уставами во всём мире являются:
- Древний и принятый шотландский устав — самый распространённый устав во всём мире;
- Йоркский устав, в основном распространён в США, Канаде, Австралии, и ряде европейских стран;
- Шведский устав — распространён в скандинавских странах, в Германии и Латвии;
- Французский устав — распространён в Европе;
- Устав Мемфис-Мицраим — практикуется в Европе и Латинской Америке.
- Исправленный шотландский устав — особенно активно практикуется в Европе.

Все остальные уставы имеют ограниченное распространение. Некоторые из них сейчас не используются.

### РитуалСовременных
Название этому ритуалу было дано его противниками. Он практиковался Первой великой ложей Англии, с 1717 по 1813 годы.

### РитуалДревних
Этот масонский ритуал практиковался в Древней великой ложе Англии с 1750 года. К 1813 году, на основе ритуала Древних был создан Ритуал Эмулейшн. Сейчас некоторые положения «Устава древних» используются в Йоркском уставе, распространённом в Северной Америке.

### Устав Строгого соблюдения
Устав строгого соблюдения был одним из уставов масонства, имевшим ряд прогрессивных градусов, которые присваивались «Орденом строго соблюдения», масонской организацией XVIII века. Барон Карл Готхельф фон Хунд (1722—1776) ввёл в Германии новый Шотландский устав, который затем переименовал в «Исправленное масонство», а после 1764 года — в «Строгое соблюдение», ссылаясь на английскую систему масонства, как на «Позднее соблюдение». Устав был реформирован в Исправленный шотландский устав. Начиная с 1778 года, Устав Строгого соблюдения не используется.

### Шведский устав
Появившийся около 1759 года, этот устав обладает очень христианизированной символикой и практикуется в большинстве скандинавских лож, а также в Германии, Латвии (частично) и Румынии (частично) в виде Устава Циннендорфа.

### Устав Циннендорфа
Устав Циннендорфа — масонский устав, который практикуется в ряде лож Германии. Он является единственным уставом в Великой земельной ложе вольных каменщиков Германии. Также Устав Циннендорфа, практиковался в России до 1822 года. Этот устав состоит из 11 градусов и является христианизированным масонским уставом, основанным на вере в Иисуса Христа. Данный устав возник на основе Шведского устава, однако от него отличается в высших градусах, изначально создан фон Циннендорфом, значительно изменён фон Неттельнблаттом и доработан в начале XXI века.

### Устав королевской тайны
Также называется «Уставом Совершенства». Точное происхождение этого устава, который берёт своё начало в 1762 году, на сегодняшний день является предметом споров среди историков. В 1801 году его 25 градусов были реформированы в 33 градуса Древнего и принятого шотландского устава. На сегодняшний день устав не используется.

### Устав Филалетов
Устав Филалетов был сформирован членами исследовательской масонской ложи «Des amis réunis» (Объединённых друзей) в 1773 году. Основал ложу маркиз Шарль Пьер Поль Савайе де Ланже. Устав состоял из 12 градусов. Ложа прекратила свои труды в 1797 году, после смерти её основателя. Также и устав перестал использоваться в связи с прекращением работ ложи.

### Устав Сведенборга
Устав Сведенборга был создан для братского ордена, созданного по образцу масонской организации и на основе учения Эммануила Сведенборга. Устав состоял из шести степеней.

### Исправленный шотландский устав
Исправленный шотландский устав (фр. Rite écossais rectifié) (ИШУ) является масонским христианизированным уставом, появившемся в 1778 году в Лионе, во Франции. Он практикуется и по сей день, в основном, в Европе.
Главным теоретиком и разработчиком ИШУ был Жан-Батист Виллермоз. Этот известный масон провел лионские реформы французского варианта «Устава Строгого (тамплиерского) соблюдения» на Конвенте в Галлии, в 1778 году. В новом уставе были задействованы элементы Устава избранных коэнов-масонов Вселенной и были удалены любые упоминания о тамплиерах.
В уставе была синтезирована христианская доктрина, лежащая в основе «Трактата о реинтеграции существ в их первоначальных качествах и силах, духовных и божественных», Мартинеса де Паскуалиса.

### Французский устав
Устав появился примерно между 1783 и 1786 годом, во Франции. Происходящий непосредственно из «Устава Современных» и перенявший его характеристики, на сегодняшний день он является самым практикуемым ритуалом во Франции, особенно в Великом востоке Франции. Он также практикуется во многих ложах Европы и всего мира. Существуют различные его вариации, например, «французский восстановленный устав».

### Древний и принятый шотландский устав
Древний и принятый шотландский устав (ДПШУ) — это один из наиболее широко распространённых масонских уставов. Он был основан в 1801 году в Чарльстоне (США) братьями Джоном Митчеллом и Фредериком Дальхо, на основании «Великих конституций» 1786 года, приписываемых Фридриху II Прусскому. Первоначально, устав предназначался для градусов выше степени мастера, начиная с 4 градуса. Он составлен из 33 степеней и, за исключением Права Человека, в котором ложи с 1 по 33 градус объединены в единую систему, обычно он практикуется в рамках двух организаций — взаимодополняющих, но отличных друг от друга:
- великой ложи, которая управляет ложами, работающими в 1-3 градусах;
- верховного совета, управляющего ложами, работающими с 4 по 33 градус.

Устав практикуется тысячами символических лож в Европе, а также организациями дополнительных степеней, распространенных по всему миру.

### Йоркский устав
Из-за экспансии в Северной Америке Древней великой ложи Англии этот устав практикуется во многих ложах, в основном в США.

### Устав Мемфис-Мицраим
Устав Мемфис-Мицраим (фр. Rite ancien et primitif de Memphis et Misraïm, англ. Ancient and Primitive Rite of Memphis-Misraïm) — мистическое и герметическое направление масонства, известное с XVIII века и реорганизованное путём слияния Восточного устава Мемфиса и Египетского устава Мицраима под влиянием Гарибальди в 1881 году. Устав имеет самую большую систему масонских степеней за всю историю масонства.

### Национальный мексиканский устав
Национальный мексиканский устав является масонским уставом, основанным в Мексике в 1834 году. Устав состоит из 9 градусов: 3 символических и 6 дополнительных.

### Устав вольных и принятых архитекторов
Этот устав является одним из масонских уставов, который был разработан и введён Генри П. Х. Бромуэллом в 1859 году. После попытки воссоздать устав в 1958 году, этот устав перестал использоваться и в данный момент не практикуется ни в одной великой ложе мира.

### Устав Болдуина
Устав Болдуина или Устав семи степеней является одним из масонских уставов. Он существует и практикуется только в масонской провинции Бристоля, в Англии. Устав представляет собой серию прогрессивных степеней, которые присваиваются различными масонскими организациями или орденами, каждый из которых работает под управлением собственной организационной структуры. Также Устав Болдуина представляет собой набор отдельных масонских органов и связанных с ними степеней, которые действуют самостоятельно. Три основных органа в Йоркском уставе являются степенями символического масонства, Верховного ордена Святой королевской арки и Лагеря Болдуина. Все они также называются Пятью королевскими рыцарскими орденами.

### Итальянский философский устав
Этот устав был основан во Флоренции, в 1909 году, масоном Фросини, управляющим инспектором по Италии «Испанского национального устава». Устав включает в себя семь градусов, и, частично, степени ДПШУ и ДИУММ.

### Устав строителей Соломона
Устав был сформирован во Франции в 1974 году. Этот устав практикуется 75 ложами, в основном во Франции, в масонском «Инициатическом и традиционном ордене королевского искусства».